# 皮利什毛罗特
皮利什毛罗特，是匈牙利科马罗姆-埃斯泰尔戈姆州所辖的一个村。总面积44.59平方公里，总人口2093，人口密度46.9人/平方公里（2011年1月1日）。